# Marius Mercator
Marius Mercator (Africa settentrionale, verso il 390 – poco dopo il 451) è stato uno scrittore ecclesiastico cattolico romano.

## Biografia
Mercatore, nato probabilmente in Nordafrica negli anni Novanta del IV secolo d.C., nel 417 o 418 si trovò a Roma, dove scrisse due trattati antipelagiani, poi inviati da lui a Agostino di Ippona. Dal 429 fino al 448 circa, poi, si trasferì a Costantinopoli.

## Opere
Mercatore è autore del Commonitorium super nomine Cælestii e del Commonitorium adversus hæresim Pelagii et Cælestii vel etiam scripta Juliani. L'ultimo di essi portò all'espulsione di Giuliano di Eclano e Celestio da Costantinopoli e alla loro condanna al Concilio di Efeso nel 431. Le due opere, di fatto, sono un insieme di traduzioni ed excerpta da scrittori greci ereticali e ortodossi, come Cirillo di Alessandria, Nestorio, Teodoro di Mopsuestia, Teodoreto, Pelagio.
Ancora, contro i Nestoriani Mercatore scrisse un'Epistola de discrimine inter hæresim Nestorii et dogmata Pauli Samosateni, Ebionis, Photini atque Marcelli e i Nestorii blasphemiarum capitula XII.